# Halorubrum
Halorubrum ist eine Gattung extrem halophiler (salzliebender) Archaeen aus der Klasse Halobacteria (Haloarchaeen). Innerhalb dieser Klasse wird sie in neuerer Taxonomie als Typusgattung der Familie Halorubraceae (Ordnung Haloferacales) klassifiziert,
gegenüber der herkömmlichen Zuordnung in die Familie Halobacteriaceae (Ordnung Halobacteriales).
Halorubrum-Arten kommen vor im Toten Meer, im Großen Salzsee (Utah), im Zabuye-Salzsee (Tibet), im Deep Lake (Prinzessin-Elisabeth-Land, Antarktis) und anderen Gewässern mit hoher Salzkonzentration.

## Horizontaler Gentransfer
Populationen Halorubrum-Arten sind teilweise in der Lage, in ihrer natürlichen Umgebung mit hoher Salzkonzentration häufig genetische Informationen durch Rekombination auszutauschen (Horizontaler Gentransfer); dies konnte beispielsweise für H. lacusprofundi nachgewiesen werden.
Solche Populationen können dadurch eine Gleichgewichtsverteilung ihrer DNA zeigen, die der sexuell interagierender Populationen nahekommt.

## Arten
Die hier angegebene Taxonomie (mit Stand Februar 2022) basiert auf folgenden Quellen:
- B – Bacterial Diversity (BacDive), Deutsche Sammlung von Mikroorganismen und Zellkulturen (DSMZ)[11]
- L – List of Prokaryotic names with Standing in Nomenclature (LPSN), Deutsche Sammlung von Mikroorganismen und Zellkulturen (DSMZ)[2]
- C – Catalogue for Life[12]
- D – Tatiana  Demina et al. (2020)[13]
- N – National Center for Biotechnology Information (NCBI)[3]
- W – World Register of Marine Species (WoRMS)[4]

Ein hochgestelltes [V] kennzeichnet Vertreter mit bekannten Viren, siehe unten im Abschnitt §Viren.
Der Gattungsname wird, wenn es aus Gründen der Eindeutigkeit erforderlich ist, mit Hrr. abkekürzt.
Gattung: Halorubrum McGenity & Grant 1996 (L,B) bzw. (McGenity & Grant, 1996) emend. Oren, Arahal & Ventosa, 2009 (W), Synonym: Halorubrobacterium Kamekura & Dyall-Smith 1996 (L)
Die Gattung wird taxonomisch unterschiedlich zugeordnet:
- in der Familie Halorubraceae Gupta et al. 2015 der Ordnung Haloferacales Gupta et al. 2015 (L,N) – neu (2015)
- in der Familie Halobacteriaceae der Ordnung Halobacteriales (W) – herkömmlich

Beide Ordnungen, Haloferacales wie Halobacteriales gelten als Mitglied der Euryarchaeota-Klasse Halobacteria (L,N,W).
Arten (Stand 8. Februar 2022; nach LPSN nicht korrekt publizierte (oder dort nicht geführte) Vertreter in Anführungszeichen):
- Halorubrum aethiopicum Gibtan et al. 2018 (L,B,N), inklusive Halorubrum sp. SAH-A6 (N)
- „Halorubrum africanae“ (B,N) – Stamm S7 (N)
- Halorubrum aidingense Cui et al. 2006 (L,B,N)
- „Halorubrum alimentarium“ (N), inkl. Halorubrum sp. B43 (N)
- Halorubrum alkaliphilum Feng et al. 2005 (L,B,N),

mit Synonym
„Halorubrum novitatis“ (N)
- Halorubrum amylolyticum Sun et al. 2020 (L,B,N), inkl. Halorubrum sp. ZC67 (N)
- Halorubrum aquaticum Gutiérrez et al. 2011 (L,B,N), inkl. Halorubrum sp. EN-2 (N)
- Halorubrum californiense Pesenti et al. 2008 (L,B,N), mit Schreibvariante Halorubrum californiensis
- Halorubrum cibi Roh & Bae 2009 (L,B,N,W),[14] identifiziert mit „Halorubrum cibarium“ (N) als Schreibvariante
- „Halorubrum constantinense“ (N) – Stamm 1'2 (N)
- Halorubrum coriense (Kamekura & Dyall-Smith 1996) Oren & Ventosa 1996 (L,B,N,C),

früher Halorubrobacterium coriense corrig. Kamekura & Dyall-Smith 1996 (N), mit Schreibvariante Halorubrobacterium coriensis (N)[V]
- Halorubrum depositum Chen et al. 2019 (L,B,N)
- Halorubrum distributum (Zvyagintseva & Tarasov 1989) Oren & Ventosa 1996 (L,B,N,C) bzw. (Zvyagintseva & Tarasov 1989) Oren & Ventosa 1996 emend. Infante-Domínguez et al.,

früher Halobacterium distributum corrig. Zvyagintseva & Tarasov 1989 (N), mit Schreibvariante Halobacterium distributus (B,N), Halorubrobacterium distributum (N),
mit Synonymen
Halorubrum arcis Xu et al. 2007 (L,N)
Halorubrum litoreum Cui et al. 2007 (L,N)
Halorubrum terrestre Ventosa et al. 2004 (L,N,C)
- Halorubrum ejinorense Castillo et al. 2007 (L,B,N), inkl. Halorubrum sp. EJ-32 (N)
- Halorubrum ezzemoulense Kharroub et al. 2006 (L,B,N),

mit Synonym
Halorubrum chaoviator Mancinelli et al. 2009 (L,B,N), inkl. Halobacterium sp. AUS-1, Halorubrum sp. HALO-G*, Halophilic archaeon Naxos II (N)
- Halorubrum gandharaense Kondo et al. 2015 (L,B,N), inkl. Halorubrum sp. MK13-1, Halophilic archaeon MK13-1 (N)
- Halorubrum glutamatedens Xu et al. 2019 (L,N)
- Halorubrum halodurans Corral et al. 2016 (L,B,N), inkl. Halorubrum sp. C170, Halorubrum sp. Cb34 (N)
- Halorubrum halophilum Yim et al. 2014 (L,B,N), inkl. Halorubrum sp. B8 (N)
- „Halorubrum hochstenium“ (N) – Stamm ATCC 700873 (N)
- „Halorubrum jeotgali“ (N) – Stamm A30 (N)
- Halorubrum kocurii Gutiérrez et al. 2008[16] (L,B,N) — Lake Bagaejinnor (45,148° N, 116,6046° O, Innere Mongolei, China)
- Halorubrum lacusprofundi (Franzmann et al. 1989) McGenity & Grant 1996 (L,B,N,C),

früher Halobacterium lacusprofundi Franzmann et al. 1989 (N), Halorubrobacterium lacusprofundi (Franzmann et al. 1989) Kamekura & Dyall-Smith 1996 (N)
- Halorubrum laminariae Han & Cui 2015 (L,B,N), inkl. Halobacteriaceae archaeon R60, Halobacteriaceae archaeon R61 (N)
- Halorubrum lipolyticum Cui et al. 2006 (L,B,N), inkl. Halorubrum sp. 9-3 (N)
- Halorubrum luteum Hu et al. 2008 (L,B,N), inkl. Halorubrum sp. CGSA15 (N)
- Halorubrum orientale Castillo et al. 2006 (L,B,N), mit Schreibvariante Halorubrum orientalis
- Halorubrum pallidum Chen et al. 2016 (L,B,N), inkl. Halorubrum sp. PJ61 (N)
- Halorubrum persicum Corral et al. 2015 (L,B,N), inkl. Halorubrum sp. C49 (N)
- Halorubrum rubrum Qiu et al. 2014 (L,B,N), inkl. Halobacteriaceae archaeon YC87, Halobacteriaceae archaeon YCA11 (N)
- Halorubrum rutilum Yin et al. 2016 (L,B,N), inkl. Halobacteriaceae archaeon YJ-18-S1 (N)
- Halorubrum saccharovorum (Tomlinson & Hochstein 1977) McGenity & Grant 1996 (L,B,C) – Typus (L),

früher Halobacterium saccharovorum Tomlinson & Hochstein 1977 (N), Halorubrobacterium saccharovorum (Tomlinson & Hochstein 1977) Kamekura & Dyall-Smith 1996 (N)
- Halorubrum salinarum Han et al. 2022 (L,N)[19]
- Halorubrum salinum Zhang & Cui 2014 (L,B,N), inkl. Halobacteriaceae archaeon GX71 (N)
- „Halorubrum salipaludis“ Gong et al. 2021 (L,N),[20] inkl. Halorubrum sp. WN019 (N)
- Halorubrum salsamenti Chen et al. 2019 (L,B,N)
- „Halorubrum salsolis“ – aus dem Großen Salzsee (Great Salt Lake, GSL), Utah[21][22][23][24]
- „Halorubrum sfaxense“ Trigui et al. 2011 (L,B,N), inkl. Halorubrum sp. ETD6 (N)
- Halorubrum sodomense (Oren 1983) McGenity & Grant 1996 (L,B,N,C),

früher Halobacterium sodomense Oren 1983 (N), Halorubrobacterium sodomense (Oren 1983) Kamekura & Dyall-Smith 1996 (N)[V]
- Halorubrum tebenquichense Lizama et al. 2002 (L,B,N,C)
- Halorubrum tibetense Fan et al. 2004 (L,B,N)
- Halorubrum trapanicum (Petter 1931) McGenity & Grant 1996 (L,B,N,C),

. früher "Bacterium trapanicum" Petter 1931 (N), Halobacterium trapanicum (Petter 1931) Elazari-Volcani 1957 (N)
- „Halorubrum tropicale“ Sanchez-Nieves et al. 2016 (L,N), inkl. Halorubrum sp. 5, Halorubrum sp. V5 (N)
- Halorubrum trueperi Chen et al. 2017 (L,B,N)
- Halorubrum vacuolatum (Mwatha & Grant 1993) Kamekura et al. 1997 (L,B,N,C),

früher Natronobacterium vacuolatum corrig. Mwatha & Grant 1993 (N), mit Schreibvariante Natronobacterium vacuolata (N)
- Halorubrum xinjiangense Feng et al. 2004 (L,B,N)
- Halorubrum yunnanense Chen et al. 2015 (L,B,N), inkl. Halorubrum sp. Q85, Halorubrum sp. Q86 (N)

Als mögliche weitere Arten sind bei NCBI weitere Stämme gelistet (Auswahl):
- Halorubrum sp. B2-2 (N)[V]
- Halorubrum sp. E200-4 (N)[V]
- Halorubrum sp. GSL5.48 (N) – aus dem Großen Salzsee (Great Salt Lake, GSL), Utah[7]
- Halorubrum sp. LN27 (N)[V]
- Halorubrum sp. PV6 (N)[V]
- Halorubrum sp. s5a-3 (N)[V]
- Halorubrum sp. SH1 (N) – aus Salinen (en. salt evaporation ponds) des Río Odiel, Südwest-Spanien[26]
- Halorubrum sp. SP3-3 (N)[V]
- Halorubrum sp. SS5-4 (N)[V]
- Halorubrum sp. SS7-4 (N)[V]
- Halorubrum sp. SS8-2 (N)[V]

sowie:
- Halorubrum sp. LR1-15 (D), siehe §Viren
- Halorubrum sp. LR1-21 (D), siehe §Viren
- Halorubrum sp. LR1-23 (N)[27] – Lake Retba Sample 1 aus dem Retba-See, Senegal, siehe §Viren
- Halorubrum sp. LR2-12 (N)[28] – Lake Retba Sample 2 aus dem Retba-See, Senegal, siehe §Viren
- Halorubrum sp. LR2-13 (D), siehe §Viren
- Halorubrum sp. LR2-17 (N)[29] – Lake Retba Sample 2 aus dem Retba-See, Senegal, siehe §Viren

## Etymologie
Die Quelle der folgenden Etymologien ist LPSN (bis auf „H. salsolis“):
Der Gattungsname Halorubrum leitet sich ab von altgriechisch ἅλς háls „Salz, Meer“ (Genitiv ἁλός halós) sowie lateinisch rubrum „rot“ (als Neutrum) und bedeutet „salziges/Salz benötigendes Rotes“.
Etymologie der Art-Epitheta (Auswahl):
- coriense – neulateinisch mit der Bedeutung „zu Corio gehörig, von Corio stammend“, was sich auf Salinen von Corio Bay (Australien) bezieht
- ejinorense – neulateinisch mit der Bedeutung „zu Ejinor gehörig, von Ejinor stammend“, was sich auf den Ejinor-See (Innere Mongolei, China) bezieht
- lacusprofundi – von lateinisch lacus profundus „(bodenlos/unergründlich) tiefer See“ (Genitiv: lacūs profundi „des tiefen Sees“), was sich auf den Deep Lake (Antarktis) bezieht
- saccharovorum – von lateinisch saccharum „Zucker“ sowie vorare „fressen, verschlingen“ und davon abgeleitet vorum „etwas, das verschlingt oder frisst“; die Bedeutung ist also „etwas, das Zucker vertilgt“
- sodomense – neulateinisch mit der Bedeutung „zu Sodom gehörig, von Sodom stammend“; das biblische Sodom liegt am Toten Meer
- tibetense – neulateinisch mit der Bedeutung „zu Tibet gehörig, von Tibet stammend“
- xinjiangense – neulateinisch mit der Bedeutung „zu Xinjiang gehörig, von Xinjiang stammend“
- salsolis — von  lateinisch sal „Salz“ und sol „Sonne“ (Genitiv solis), was zwei der wichtigsten Merkmale dieser im ersten Jahrzehnt des 21. Jahrhunderts neu entdeckten halophilen Art beschreibt[21]

Die Ortsbezüge verweisen alle auf den jeweiligen Ort der erstmaligen Isolation, das heißt den Ursprungsort des Referenzstammes.

## Halorubrum saccharovorum
H. saccharovorum ist die Typusart der Gattung Halorubrum und wurde ursprünglich von Tomlinson und Hochstein 1977 als Halobacterium saccharovorum beschrieben. Der Referenzstamm ist M6 (alias ATCC:29252 oder DSM:1137)
Der Stamm M6 ist ein mesophiles Archaeon, das aus Salinen in der Bucht von San Francisco im US-Bundesstaat Kalifornien isoliert wurde.

## Halorubrum ejinorense
H. ejinorense ist eine mesophile Spezies, die erstmals 2007 von Ana M. Castillo et al. aus dem Ejinor-See (额吉淖尔 Éjínào'ěr, 45,2333° N, 116,5333° O, Xilin Gol) in der Inneren Mongolei, China, isoliert wurde, Referenzstamm ist EJ-32 alias JCM:14265.

## Halorubrum lacusprofundi
H. lacusprofundi wurde erstmals in den 1980er Jahren von Peter Franzmann et al. aus dem Deep Lake in der Antarktis isoliert (Referenzstamm ACAM 34 alias ATCC:49239 oder DSM:5036).
Sein 2006 sequenziertes Genom besteht aus zwei DNA-Doppelsträngen („Chromosomen“) mit einer Länge von 2,74 Mbp (Mega-Basenpaaren) respektive 0,53 Mbp, sowie einem Plasmid mit 0,43 Mbp.
Es kodiert das Enzym β-Galaktosidase, welches ausgiebig untersucht wurde, um zu verstehen, wie solche Proteine in Umgebungen mit niedrigen Temperaturen und hohem Salzgehalt funktionieren.
Ein Stamm von H. lacusprofundi enthält ein Plasmid für den horizontalen Gentransfer (HGT). Der HGT-Mechanismus erfolgt durch vesikelumhüllte virusähnliche Partikel (en. virus-like particles, VLPs).
Halorubrum lacusprofundi wird parasitiert von dem Epibointen Ca. Nanohaloarchaeum antarcticus (Nanohaloarchaeota).

## Halorubrum sodomense
H. sodomense wurde erstmals von Aharon Oren 1980 aus dem Toten Meer isoliert (Referenzstamm RD 26 alias ATCC 33755 und DSM 3755).
Es benötigt für sein Wachstum eine höhere Konzentration an Mg2+-Ionen als verwandte Halophile.
Seine Zellmembran (an der Oberfläche) enthält Archaerhodopsin-3 (AR3, auuch Bacteriorhodopsin-3, BR3). Dies ist ein Photorezeptorprotein, das die Energie des Sonnenlichts nutzt, um Protonen (Wasserstoff-Ionen H+, genauer Hydrogenium-Ionen H3O+) zu für die ATP-Synthese zu pumpen.
Mutanten von AR3 werden häufig als Werkzeuge in der Optogenetik für die neurowissenschaftliche Forschung verwendet.

## Halorubrum tibetense
H. tibetense wurde erstmals 2004 von Fan et al. aus dem Zabuye-Salzsee in Tibet, isoliert (Referenzstamm 8W8 alias DSM 23565 und JCM 11889).

## Halorubrum xinjiangense
H. xinjiangense wurde erstmals 2004 von Feng et al. aus dem Xiao-Er-Kule-See (Xiao'er Kule) in Xinjiang, China, isoliert (Referenzstamm BD-1 alias DSM 21996 und JCM 12388).

## Halorubrumsp. GSL5.48 und  „Halorubrum salsolis“
Im Großen Salzsee (en. Great Salt Lake, GSL) im US-Bundesstaat Utah wurden Bakterian und Archaeen gefunden, die dort bei einer Salzkonzentration von 2 bis 5 ᴍ (mol/ℓ) leben, insbesondere Vertreter der Haloarchaeen (Klassen Halobacteria).
Neben einem Stamm (bzw. Spezies) mit der vorläufigen Bezeichnung Halobacterium sp. GSL-19 (2019 isoliert und 2021 veröffentlicht von Priya DasSarma et al). auch Vertreter der Gattung Halorubrum, wie Halorubrum sp. GSL5.48.
Die 16S rRNA wurde bereits 1997/1998 von Terry McGenity et al. untersucht (die Zuordnung dieses Stamms zur Gattung Halorubrum erfolgte aber erst später).
Ein weiterer – damit offenbar nicht identischer (noch nicht offiziell beschriebener/veröffentlichter) Halorubrum-Vertreter im Großen Salzsee wurde von Ashlee Allred, Bonnie Baxter et al. isoliert. Dieser Organismus trägt die Bezeichnung „Halorubrum salsolis“, die 2006 von zwei Jugendlichen (Duncan Uszkay, damals 8 Jahre, und Hannah Walsh, damals 11 Jahre) unabhängig voneinander vorgeschlagen wurde, an einem von den Entdeckern des Organismus veranstalteten Namenswettbewerb teilnahmen.
Abgesehen davon, dass dieser Organismus in Wasser lebt, das zehnmal salziger ist als der Ozean ist, enthält er Carotinoide, die ihn resistent gegen Ultraviolettstrahlung machen.
„H. salsolis“ hat sich auch als lebensfähig erwiesen, nachdem es über einen längeren Zeitraum zu einem festen Kristall getrocknet wurde.
Auch von diesem Organismus wurde die 16S rRNA analysiert.
Aufgrund dieser Eigenschaften erschien eine Gensequenzierung besonders interessant, ein Transfer von Genen für Salz- und UV-Resistenz von diesem Organismus in Weizen, Mais und andere Nutzpflanzen könnte nach Dakota Ted Carter et al. dazu beitragen, den Hunger in der Welt zu bekämpfen, indem die Ernteerträge oder die Toleranz gegenüber stark salzhaltigen Böden erhöht werden – so die Idee. Für diesen Zweck wurden DNA-Fragmente mit Hilfe von Plasmidvektoren in den hitzeschockkompetenten Stamm Escherichia coli 5a transformiert. Zur Identifizierung von Salinitätsgenen wurde vorgeschlagen, diese in salz- und UV-empfindliche Schwestertaxa von „H. salsolis“ zu übertragen, um danach die Verträglichkeit dieser künstlichen Mutanten zu testen.
Unabhängig davon, dass noch keine Veröffentlichung vorliegt, scheint sich „H. salsolis“ immer mehr als Referenz zu etablieren.

## Viren
Die Kenntnis der Viren, die eine Gattung oder Art parasitieren, ist für das Verständnis ihrer Ökologie unerlässlich.
Typisch für Archaeen sind zwei große Gruppen von Halorubrum-Viren:
- Viren mit Kopf-Schwanz-Aufbau (Klasse Caudoviricetes), die typischerweise Bakterien parasitieren, einige aber auch Archaeen.
- Viren mit spindel-, flaschen- oder zitronenförmiger Morphologie, die nur Archaeen parasitieren. Mit Stand Februar 2022 gibt es noch keine allumfassende Taxonomie dieser im Wirtsspektrum und Aussehen ähnlichen Viren.[50]

Die hier angegebene Übersicht (mit Stand Februar 2022) basiert auf folgenden Quellen:
- I – International Committee on Taxonomy of Viruses (ICTV), Master Species List #36 (ratifiziert/veröffentlicht 2021)[50]
- D – Tatiana Demina et al. (2020)[13]
- N – National Center for Biotechnology Information (NCBI), Suche "*Halorubrum*virus*"[51]
- P – Maija Pietilä et al. (2016)[52]

Vorgeschlagene (ICTV-unbestätigte) Halorubrum-Viren sind in Anführungszeichen wiedergegeben (H. meint hier stets Halorubrum):
- Realm Monodnaviria

- Klasse Huolimaviricetes, Ordnung Haloruvirales

- Familie Pleolipoviridae

- Gattung Alphapleolipovirus

- Spezies Alphapleolipovirus HRPV1 (I), Stamm Halorubrum pleomorphic virus 1 (HRPV-1) (N) – Wirt: H. sp. PV6 (N,D)
- Spezies Alphapleolipovirus HRPV2 (I), Stamm Halorubrum pleomorphic virus 2 (HRPV-2) (N) – Wirt: H. sp. SS5-4" (N,D)
- Spezies Alphapleolipovirus HRPV6 (I), Stamm Halorubrum pleomorphic virus 6 (HRPV-6) (N) – Wirt: H. sp. SS7-4" (N,D)

- Gattung Betapleolipovirus

- Spezies Betapleolipovirus HRPV3 (I), Stamm Halorubrum pleomorphic virus 3 (HRPV-3) (N) – Wirt: H. sp. SP3-3 (N,D)
- Spezies Betapleolipovirus HRPV9 (I), Stamm Halorubrum pleomorphic virus 9 (HRPV-9) alias Stamm B2-2/SS5-4 (N) – Wirte: H. sp. SS5-4 (D), H. sp. SS7-4 (D)
- Spezies Betapleolipovirus HRPV10 (I), Stamm Halorubrum pleomorphic virus 10 (HRPV10) – Wirte: H. sp. LR2-17 (N,D), H. sp. LR2-12 (D)
- Spezies Betapleolipovirus HRPV11 (I), Stamm Halorubrum pleomorphic virus 11 (HRPV11) (N) – Wirte: H. sp. LR2-12 (N,D), H. sp. LR1-15 (D), H. sp. LR1-21 (D), H. sp. LR2-13, (D), H. sp. E200-4 (D)
- Spezies Betapleolipovirus HRPV12 (I), Halorubrum pleomorphic virus 12 (HRPV12) (N) – Wirte: H. sp. LR1-23 (N,D), H. sp. LR2-12 (D)

- Keiner Gattung zugewiesene Vorschläge innerhalb der Familie Pleolipoviridae:

- Spezies „Halorubrum virus Humcor2“ (N) – Wirt: Halorubrum coriense (N)
- Spezies „HRPV7“, Stamm Halorubrum pleomorphic virus 7 (HRPV-7) (D,P) – Wirte: Halorubrum sp. SS7-4 (D), H. sp. SS7-4 (D)
- Spezies „HRPV8“, Stamm Halorubrum pleomorphic virus 8 (HRPV-8) (D,P) – Wirte: H. sp. SP3-3 (D), H. sp. SS8-2 (D)

- Realm Monodnaviria

- Klasse Caudoviricetes

- Morphotyp Myoviren

- Spezies Halorubrum Tailed Virus 5 (I), Stamm Halovirus HRTV-5 (N) – Wirt: H. sp. s5a-3 (N)
- Spezies Halorubrum Tailed Virus 7 (I), Stamm Halovirus HRTV-7 (N) – Wirt: H. sp. B2-2 (N)
- Spezies Halorubrum Tailed Virus 8 (I), Stamm Halovirus HRTV-8 (N) – Wirt: H. sp. B2-2 (N)
- Spezies Halorubrum virus HF2 (I), Stamm Halorubrum phage HF2 (N)[12] – Wirt: H. coriense (N)
- Spezies „Halorubrum virus HRTV-2“ (N) – Wirt: H. sp. (N) – Wirtsspezies nicht näher bestimmt
- Spezies „Halorubrum virus HRTV-9“ (N) – Wirt: H. sp. (N)
- Spezies „Halorubrum virus HRTV-10“ (N) – Wirt: H. sp. (N)
- Spezies „Halorubrum virus HRTV-11“ (N) – Wirt: H. sp. (N)
- Spezies „Halorubrum virus HRTV-13“ (N) – Wirt: H. sp. (N)
- Spezies „Halorubrum virus HRTV-14“ (N) – Wirt: H. sp. (N)
- Spezies „Halorubrum virus HRTV-15“ (N) – Wirt: H. sp. (N)
- Spezies „Halorubrum virus HRTV-16“ (N) – Wirt: H. sp. (N)
- Spezies „Halorubrum virus HRTV-17“ (N) – Wirt: H. sp. (N)
- Spezies „Halorubrum virus HRTV-18“ (N) – Wirt: H. sp. (N)
- Spezies „Halorubrum virus HRTV-19“ (N) – Wirt: H. sp. (N)
- Spezies „Halorubrum virus HRTV-20“ (N) – Wirt: H. sp. (N)
- Spezies „Halorubrum virus HRTV-21“ (N) – Wirt: H. sp. (N)
- Spezies „Halorubrum virus HRTV-22“ (N) – Wirt: H. sp. (N)
- Spezies „Halorubrum virus HRTV-23“ (N) – Wirt: H. sp. (N)
- Spezies „Halorubrum virus HRTV-24“ (N) – Wirt: H. sp. (N)
- Spezies „Halorubrum virus HRTV-25“ (N) – Wirt: H. sp. (N)
- Spezies „Halorubrum virus HRTV-26“ (N) – Wirt: H. sp. (N)
- Spezies „Halorubrum virus HRTV-27“ (N) – Wirt: H. sp. (N)
- Spezies „Halorubrum virus HSTV-3“ (N) – Wirt: H. sodomense (N)
- Spezies „Halorubrum virus HSTV-4“ (N) – Wirt: H. sodomense (N)
- Spezies „Halorubrum virus Hardycor2“ (N) – Wirt: H. coriense (N)
- Spezies „Halorubrum virus Serpecor1“ (N) – Wirt: H. coriense (N)
- Spezies „Halorubrum virus VOLN27B“ (N) – Wirt: H. sp. LN27 (N)

- Keiner Gattung zugewiesene Vorschläge vom Morphotyp der Myoviren:
  - Spezies „Halorubrum virus HATV-2“ (N) – Wirt: H. sp. (N)

- Morphotyp Siphoviren
  - Gattung Beejeyvirus
    - Spezies Beejeyvirus BJ1 (I), früher Archaeal BJ1 virus, de. Archaeenvirus BJ1; Wirt: Halorubrum cf. saccharovorum (N)

  - Gattung Seejivirus
    - Spezies Halorubrum-Virus CGphi46 (N), wissenschaftlich Seejivirus CGphi46 (I)

  - Gattung Dpdavirus (Familie Haloferuviridae)
    - Spezies Dpdavirus HRTV29, früher Halorubrum tailed virus 29 (I)

  - Gattung Saldibavirus (Familie Haloferuviridae)
    - Spezies Saldibavirus HRTV4, früher Halorubrum tailed virus 4 (I)

  - Keiner Gattung zugewiesene Vorschläge vom Morphotyp der Siphovirien:
    - Spezies „Halorubrum virus Humcor1“ (N) – Wirt: H. coriense (N)

- Keiner Ordnung, Familie oder Gattung zugewiesene Vorschläge innerhalb der Klasse Caudoviricetes:

- Spezies „Halorubrum virus HATV-3“ (N) – Wirt: H. sp. (N)
- Spezies „Halorubrum virus HRTV-28“ (N) – Wirt: H. sp. (N)
- Spezies „Halorubrum virus HRTV-29“ (N) – Wirt: H. sp. (N)

### Beschreibungen in der wissenschaftlichen Literatur
- Aharon Oren, Antonio Ventosa: International Committee on Systematic Bacteriology Subcommittee on the taxonomy of Halobacteriaceae. Minutes of the meetings, 1999-08-16, Sydney, Australia. In: Int. J. Syst. Evol. Microbiol. 50. Jahrgang, Nr. 3, Mai 2000, S. 1405–1407, doi:10.1099/00207713-50-3-1405, PMID 10843089 (englisch, microbiologyresearch.org).
- Aharon Oren, Antonio Ventosa: A proposal for the transfer of Halorubrobacterium distributum and Halorubrobacterium coriense to the genus Halorubrum as Halorubrum distributum comb. nov. and Halorubrum coriense comb. nov., respectively. In: Int. J. Syst. Bacteriol. 46. Jahrgang, Nr. 4, 1. Oktober 1996, S. 1180, doi:10.1099/00207713-46-4-1180 (englisch, microbiologyresearch.org).
- Terry J. McGenity, William D. Grant: Transfer of Halobacterium saccharovorum, Halobacterium sodomense, Halobacterium trapanicum NRC 34021 and Halobacterium lacusprofundi to the genus Halorubrum gen. nov., as Halorubrum saccharovorum comb. nov., Halorubrumsodomense comb. nov., Halorubrum trapanicum comb. nov., and Halorubrum lacusprofundi comb.nov. In: Syst. Appl. Microbiol. 18. Jahrgang, Nr. 2, 1995, S. 237–243, doi:10.1016/s0723-2020(11)80394-2 (englisch, sciencedirect.com).
- Masahiro Kamekura, Michael L. Dyall-Smith: Taxonomy of the family Halobacteriaceae and the description of two new genera Halorubrobacterium and Natrialba. In: J. Gen. Appl. Microbiol. 41. Jahrgang, Nr. 4, 1995, S. 333–350, doi:10.2323/jgam.41.333 (englisch, jst.go.jp).
- Matthew S. Fullmer, Shannon M. Soucy, Kristen S. Swithers, Andrea M. Makkay, Ryan Wheeler, Antonio Ventosa, J. Peter Gogarten, R. Thane Papke: Population and genomic analysis of the genus Halorubrum. In: Frontiers in Microbiology. 5. Jahrgang, Nr. 140, 11. April 2014, doi:10.3389/fmicb.2014.00140, PMID 24782836, PMC 3990103 (freier Volltext) – (englisch, frontiersin.org).

### Standardwerke
- Norman Edwin Gibbons: Bergey's Manual of Determinative Bacteriology. Hrsg.: Robert Earle Buchanan, Norman Edwin Gibbons. 8. Auflage. The Williams & Wilkins Co., Baltimore 1974, ISBN 0-683-01117-0, Family V. Halobacteriaceae fam. nov. (englisch, archive.org).